# 洛莎琳·艾爾貝
洛莎琳·艾爾貝（阿拉伯語：روزالين البيه，1990年11月20日—），是一位埃及演員和作家，以出演Hulu劇集《拉米的瘋狂美國夢》和主演Netflix劇集《萬花筒》而知名。

## 早年
洛莎琳·艾爾貝出生於埃及開羅，父母均是埃及人。她於開羅長大，就讀於當地的國際學校，後考入牛津大學並移居英國，先後取得古典學文學士和殖民史研究文學碩士。她自幼希望成為考古學家，但在大學一年級時開始接觸演戲並產生興趣。畢業後，她一度打算將演戲當成業餘興趣，繼續進修考古學，但最終在家人的鼓勵下報讀演藝學校，先後曾到紐約演員工作室跟隨伊麗莎白·坎普學習演戲和從倫敦音樂與戲劇藝術學院取得表演學藝術創作碩士。2018年，她在返回埃及續辦簽證時參與了電影《鑽石塵》的試鏡，並意外獲得導演賞識和錄取。艾爾貝隨後在英國繼續發展演藝事業，參演了多齣莎士比亞舞台劇。

## 演藝生涯
2018年，艾爾貝通過試鏡，主演了改編自艾哈邁·德穆拉德的同名暢銷小說的埃及電影《鑽石塵》，以及在同年埃爾古納電影節上首映的《叉與刀》（شوكة وسكينة）。她亦為在阿拉伯之春冒起的獨立樂隊必修課的新曲《主意》（فاكرة）拍攝音樂影片，飾演主音歌手哈尼·達卡（هاني الدقاق）的女友。
2019年，艾爾貝於Hulu和A24的合拍劇集《拉米的瘋狂美國夢》中飾演常設角色阿曼妮（Amani），該作講述第一代穆斯林移民僑居美國新澤西州的經歷和所面對的問題。《拉》在西南偏南電影節上首映，曾奪得金球獎和皮博迪獎，並在2020月5月推出第二季，艾爾貝亦回歸出演阿曼妮一角。同年，艾爾貝主演MENA地區電視劇《該隱》，其表現備受讚譽，並獲得該年度的華夫脱報選擇電影獎最佳女主角和最佳新演員。艾爾貝亦獲邀主持該年度的埃爾古納電影節開幕禮，她在典禮上穿著由聯合國難民署贊助、用回收塑膠製造的禮服，引起關注。她此後亦有參與該署的活動和為環保議題發聲。開羅國際電影節亦將她評選為第40和41屆最具代表性的年輕電影製作人之一，而她亦為該電影節的電影創作工作坊撰寫了原創劇本《蒜》（Garlic）。她隨後亦參演了MBC馬斯的2020年劇集遺忘遊戲（لُعبة النسيان），然而她因健康問題而在拍攝期間辭演，並由阿斯瑪·加拉爾接替其餘下戲份。
2021年9月，艾爾貝宣佈參與Netflix劇集《萬花筒》的製作，飾演主要角色裘蒂·古德温（Judy Goodwin），與吉安卡洛·伊坡托、盧夫斯·塞維爾、帕兹·維嘉、傑·寇特尼和彼得·馬克·坎德爾合演。該劇集於2023年1月首播。2021年10月，艾爾貝宣佈她將會為一部未命名動畫作品配音和擔任執行製作人。2022年8月，艾爾貝宣佈將會與共同出演《萬花筒》的彼得・馬克・坎德爾再度合作，演出外百老匯音樂劇《多尼和戴安娜》（ ）。

## 個人生活
艾爾貝現居美國。除了演戲外，她也會為埃及獨立媒體《馬達馬斯》撰寫專欄，時常為阿拉伯女性和女電影工作者的權益發聲。

## 作品列表

### 電影
| 年份 | 標題       | 角色       | 註   |
| ---- | ---------- | ---------- | ---- |
| 2018 | 叉與刀（شوكة وسكينة） |            | 主演 |
| 2018 | 鑽石塵     | 東尼的母親 | 主演 |

### 電視劇
| 年份     | 標題             | 角色            | 註   |
| -------- | ---------------- | --------------- | ---- |
| 2019     | 該隱             | 莎拉（Sara）        | 主演 |
| 2020     | 遺忘遊戲（لُعبة النسيان）     | 娜米婭（Lamia）      | 主演 |
| 2019至今 | 拉米的瘋狂美國夢 | 阿曼妮（Amani）      | 常設 |
| 2023     | 萬花筒           | 裘蒂·古德温（Judy Goodwin） | 主演 |
| 2024     | 頭號外交官       | 諾拉（Nora Koriem）        | 常設 |

## 外部連結
- 官方網站 （页面存档备份，存于）
- 洛莎琳·艾爾貝在互联网电影资料库（IMDb）上的資料（英文）
- 维基共享资源上的相關多媒體資源：洛莎琳·艾爾貝